# (9650) Okadaira
(9650) Okadaira est un astéroïde de la ceinture principale.

## Description
(9650) Okadaira est un astéroïde de la ceinture principale. Il fut découvert le 17 décembre 1995 à Oizumi par Takao Kobayashi. Il présente une orbite caractérisée par un demi-grand axe de 2,29 UA, une excentricité de 0,17 et une inclinaison de 2,5° par rapport à l'écliptique.

## Compléments